# Unité urbaine de Millau
L'unité urbaine de Millau est une unité urbaine française centrée sur Millau, une des sous-préfectures de l'Aveyron, au cœur de la deuxième agglomération urbaine du département.

## Données générales
En 2010, selon l'INSEE, l'unité urbaine de Millau était composée de deux communes, toutes deux situées dans le département de l'Aveyron, plus précisément dans l'arrondissement de Millau.
Dans le zonage de 2020, elle est composée des deux mêmes communes.
En 2022, avec 23 423 habitants, elle représente la 2e unité urbaine du département de l'Aveyron, après l'unité urbaine de Rodez (1er rang départemental et préfecture du département). Elle forme avec celle-ci les deux seules unités urbaines ayant plus de 20 000 habitants dans le département. Elle occupe le 25e rang régional après l'unité urbaine de Saint-Laurent-de-la-Salanque (24e rang régional) et avant la partie occitane de l'unité urbaine d'Avignon qui se positionne au 26e rang régional, dans la région Occitanie
En 2021, sa densité de population s'élève à 118 hab/km2. Par sa superficie, elle ne représente que 2,25 % du territoire départemental mais, par sa population, elle regroupe 8,32 % de la population du département de l'Aveyron.

## Délimitation de l'unité urbaine de 2020
Elle est composée des deux communes suivantes :
| Nom                   | Code Insee | Département | Statut       | Superficie (km2) | Population (dernière pop. légale) | Densité (hab./km2) | Modifier                                    |
| --------------------- | ---------- | ----------- | ------------ | ---------------- | --------------------------------- | ------------------ | ------------------------------------------- |
| Millau (ville-centre) | 12145      | Aveyron     | ville-centre | 168,23           | 21 859 (2022)                     | 130                | modifier les données · modifier les données |
| Creissels             | 12084      | Aveyron     | banlieue     | 28,19            | 1 564 (2022)                      | 55                 | modifier les données · modifier les données |

## Évolution démographique
L'évolution démographique ci-dessous concerne l'unité urbaine selon le périmètre défini en 2020.
| 1968   | 1975   | 1982   | 1990   | 1999   | 2010   | 2015   | 2021   |
| ------ | ------ | ------ | ------ | ------ | ------ | ------ | ------ |
| 23 531 | 23 198 | 23 021 | 23 189 | 22 840 | 23 361 | 23 837 | 23 264 |

#### Données générales
- Unité urbaine
- Aire d'attraction d'une ville
- Liste des unités urbaines de France

#### Données démographiques en rapport avec l'unité urbaine de Millau
- Aire d'attraction de Millau
- Arrondissement de Millau

#### Données démographiques en rapport avec l'Aveyron
- Démographie de l'Aveyron